# Великий камергер Франции
Великий камергер Франции (фр. grand chambellan de France) — один из высших коронных чинов дореволюционной Франции и одна из самых важных фигур государства в XVI веке. Затем, как и в случае главного распорядителя Франции, политическое значение великого камергера ослабло, а должность приобрела исключительно почётный характер.

Геральдический знак великого камергера Франции

## История

### Перед созданием должности Великого камергера Франции
Перед созданием должности великого камергера Франции существовали королевские камергеры, такие как Жан де Гайоне, рыцарь, который женился на Маргарите де Мёдон или Жан VI де Ангес, член королевского совета, камергер и губернатор Бретани.

### Создание должности Великого камергера Франции[2]
Должность была очень древней, если учесть, что это было своего рода слияние между собственно камергером и камерарием — должностью, упразднённой Франциском I в октябре 1545 года. Великий камергер Франции обрёл свое значение благодаря тому, что у него был постоянный доступ к королевской палате, прерогатива, символизируемая золотым ключом, который он носил на правой стороне и который стал геральдическим знаком достоинства великих камергеров. Они носили два золотых ключа с кольцами, оканчивающимися королевской короной, в перемычке за своим личным оружием.
Первоначально его ролью было управление королевской спальней и гардеробом. Эта должность предоставляла очень близкие отношения с царственной особой и предоставлялась близким советникам государя. Таким образом, во времена правления Людовика XIV великий камергер занимал второй ряд на приёмах послов, служил королю за столом и на церемонии утреннего вставания короля обязанностью великого камергера было подавать ему сорочку. При королевских выходах он занимал место справа от короля. Он отвечал за внутреннее состояние королевских покоев и королевскую трапезу, следил за снабжением двора и его финансами. Ему подчинялись камердинеры, гардеробщики, меблировщики, цирюльники, обойщики, часовщики, библиотекари — словом, вся королевская обслуга. В повседневной действительности придворные обязанности отправляли рядовые камергеры (chambellans ordinaires).
Великий камергер подписывал хартии и важные документы и помогал королю в суде пэров. Он хранил тайную печать и печать кабинета, получал дань короне, клятву верности принимал в присутствии короля. Его основной функцией была роль во время коронации.
В день коронации он отвечал за приём пэров в спальне короля, во дворце То: церковные пэры стучали в закрытую дверь, великий камергер спрашивал их, что они ищут, и пэры отвечали, что ищут короля. Великий камергер открывал дверь. Во время коронационной мессы Великий камергер получал королевские сапоги, которые передавал ему аббат Сен-Дени, и надевал их на короля. Таким же образом он передавал королю далматику и королевскую мантию. На всех церемониях он имел преимущество как великий чин короны. Носитель знамени Франции, он имел ранг между главным распорядителем и великим конюшим. На ложе справедливости он сидел у ног короля.
С первой половине XVI века должность великого камергера всегда занимал один из членов дома Орлеанских-Лонгвиллей, затем до 1664 года — дом Гизов и, наконец, с 1658 по 1775 годы этот чин оставался в роду Ла Тур д’Овернь, герцогов Буйонов, почти до конца монархии.
Прево Парижа принял титул ординарного камергера короля, для того чтобы в любой момент иметь доступ к суверену.
Наполеон I создал должность великого камергера при императорском дворе (Шарль-Морис де Талейран-Перигор), а также ординарных камергеров. Реставрация сохраняла должность великого камергера до Июльской революции. Наполеон Маре, герцог де Бассано, был создан Великим камергером Наполеоном III.

## Великие камергеры Франции

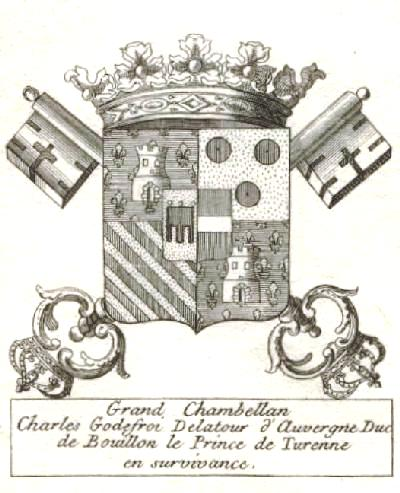
Герб великого камергера Франции Шарля-Годфруа де Ла Тур д’Оверня, герцога де Бульона

### Великие камергеры Франции при Старом Режиме
- 1196—1205: Готье де Вильебеон (ст. 1130—1205)[4][5];
- 1205—1220: Готье II де Немур (против 1220) (сын предыдущего);
- 1220—1238: Адам де Вильебеон (сын вышеупомянутого);
- 1238—1270: Пьер де Немур (сын предыдущего);
- 1272 — ? : Матье Милли или де Малли;
- ? — 1278: Пьер де Ла Бросс;
- 1283—1302: Рауль II де Клермон-Нель;
- ? — 1304: Матье IV де Монморанси;
- ? — 1315: Ангерран де Мариньи;
- 1318—1342: Жан I де Мелён;
- 1342—1356: Пьер I де Бурбон;
- ? — 1382: Жан II Мелён (сын предыдущего);
- ? — до 1385 года: Жан III Мелён (сын предыдущего);
- 1381—1401: Арно Аманье IX д’Альбре;
- 1397—1438: Жак II де Бурбон;
- 1401—1407: Ги IV де Дама де Кузан, Ги Левье (ок. 1355—1428);
- 1408—1448: Луи де Бурбон-Вандом;
- до 1425—1427: Жан II де Монморанси, ушёл в отставку в пользу Жоржа де Ла Тремуя;
- 1427—1439: Жорж I де Ла Тремуй, (ок. 1384—1446);
- 1439—1468: Жан Орлеанский, граф Дюнуа или бастард Орлеанский, (1402—1468);
- 1468—1469: Антуан де Шатонёф († после 1472 года), сеньор де Лау, также великий кравчий Франции при Людовике XI[6];
- 1469—1477: Жан V де Бюэй (1406—1477), граф де Сансерр, виконт Карантана (1450—1477), сеньор де Бёй, де Курсийон, Монтрезор и шато-э-Анжу, Сен-Кале, Вожура, Юссе.
- 1486—? : Рене II Лотарингский, (1451—1508), герцог Лотарингии;
- ? : Филибер I де Ла Платье (1438—1508), сеньор де Борде, камергер короля Франции и герцога де Бурбона, бальи, губернатор, капитан и кастелян Шато-Шинон, капитан-кастелян Сюри-ле-Комталь и Беллеперш, бальи Божоле;
- ?—1491 Франсуа I д’Орлеан-Лонгвиль (1447—1491), сын Жана Орлеанского, граф де Дюнуа, де Лонгвиль, граф Танкарвиль и Монтгомери;
- 1491—1492: Филипп де Хахберг (°1454—1503), маркграф Хахберга, граф де Нёвшателб (Швейцария), сеньор Рётлин;
- 1492—1494: Филипп де Кревкёр (°1418—1494), сеньор д’Экёрд, маршал Франции;
- 1500—1503: Луи де Люксембург-Линьи (°1467—1503), (сын Луи де Люксембурга-Сен-Поля), принц Альтамуры;
- 1504—1512: Франсуа II д’Орлеан-Лонгвиль, (1470—1512), герцог де Лонгвиль;
- 1512—1516: Луи I д’Орлеан-Лонгвиль, герцог де Лонгвиль, (°1480—1516);
- 1519—1524: Клод д’Орлеан-Лонгвиль, герцог де Лонгвиль (1508—1524);
- 1524—1537: Луи II д’Орлеан-Лонгвиль, герцог Лонгвиль, (1510—1537);
- 1551—1562: Франсуа де Гиз, герцог де Гиз (1519—1563);
- 1562—1589: Шарль де Гиз, герцог де Майенн (1554—1611);
- 1589—1595: Анри I д’Орлеан-Лонгвиль, герцог де Лонгвиль (°1568—1595);
- 1596—1621: Анри де Гиз, герцог де Майенн (1578—1621);
- 1621—1643: Клод, герцог де Шеврёз (1578—1657);
- 1643—1654: Луи Лотаринский, герцог де Жуайез (1622—1654);
- 1655—1658: Анри II де Гиз, герцог де Гиз (1614—1664);
- 1658—1715: Годфруа-Морис де Ла Тур д’Овернь, герцог де Буйон (1641—1721);
- 1715—1728: Эммануэль-Теодоз де Ла Тур д’Овернь, герцог де Буйон (1668—1730);
- 1728—1747: Шарль-Годфруа де Ла Тур д’Овернь, герцог де Буйон (1706—1771);
- 1747—1775: Годфруа де Ла Тур д’Овернь, герцог де Буйон (1728—1792);
- 1775—1790: Анри-Луи-Мари де Роган, принц Роган-Гемене, герцог де Монбазон (1745—1809).

### Великие камергеры Франции Наполеона I во времена Первой Империи
- 11 июля 1804 — январь 1809: Шарль-Морис де Талейран-Перигор (1754—1838), князь Беневентский (1806).
- 1809—1814: граф Пьер де Монтескью-Фезенсак (1764—1834)

### Великий камергер Франции во время второй реставрации
- 1815—1830:  Шарль-Морис де Талейран-Перигор, князь Беневентский (повторно)

### Великий камергер Франции Наполеона III во время Второй империи
- 1853—1870: Наполеон Маре (1803—1898), 2-й герцог Бассано.